# Mainaguri
Mainaguri è una suddivisione dell'India, classificata come census town, di 27.086 abitanti, situata nel distretto di Jalpaiguri, nello stato federato del Bengala Occidentale. In base al numero di abitanti la città rientra nella classe III (da 20.000 a 49.999 persone).

## Geografia fisica
La città è situata a 26° 34' 0 N e 88° 49' 0 E e ha un'altitudine di 83 m s.l.m..

## Società

### Evoluzione demografica
Al censimento del 2001 la popolazione di Mainaguri assommava a 27.086 persone, delle quali 13.840 maschi e 13.246 femmine. I bambini di età inferiore o uguale ai sei anni assommavano a 3.103, dei quali 1.543 maschi e 1.560 femmine. Infine, coloro che erano in grado di saper almeno leggere e scrivere erano 20.300, dei quali 11.089 maschi e 9.211 femmine.